# Bulbophyllum epiphytum
Bulbophyllum epiphytum é uma espécie de orquídea (família Orchidaceae) pertencente ao gênero Bulbophyllum. Foi descrita por João Barbosa Rodrigues em 1877.